# Martín Zubimendi
Martín Zubimendi Ibáñez (* 2. Februar 1999 in San Sebastián) ist ein spanischer Fußballspieler baskischer Herkunft. Der Mittelfeldspieler steht seit Juli 2025 beim FC Arsenal unter Vertrag.

## Karriere

### Vereine
Zubimendi begann seine fußballerische Ausbildung in seiner Geburtsstadt, bei Real Sociedad San Sebastián. Dort spielte er bis 2017 in der Jugend. 2017 erhielt er einen Vertrag in der dritten Mannschaft Sociedads. Ein Jahr später avancierte er zum Drittliga-Spieler. In der zweiten Mannschaft hatte er sein Debüt jedoch schon 2017 gegeben. 2017/18 spielte er nur zweimal für die B-Mannschaft der Basken. 2018/19 kam er wieder regelmäßiger zum Einsatz und schoss zudem sein erstes Tor für die Reservemannschaft. Außerdem gab er am 28. April 2019 sein Debüt für die erste Mannschaft, nachdem er schon vorher einige Male im Kader gestanden hatte, gegen den FC Getafe (2:1). In der Folgesaison traf er dreimal in 25 Spielen für die zweite Mannschaft. Für die erste Mannschaft kam er neunmal zum Einsatz. Sein drittes Spiel für die Profis spielte er schon über die volle Spiellänge. In der Saison 2020/21 erfüllte er sich seinen Kindheitstraum und erhielt im September 2020 seinen Profivertrag bei Real Sociedad, der bis zum 30. Juni 2025 gültig ist. In dieser Saison 2020/21 spielte Real Sociedad in der Europa League und Zubimendi machte seine ersten internationalen Erfahrungen, indem er in allen sechs Gruppenspielen zum Einsatz kam. Auch in der Liga kam er bis zum Jahreswechsel oft zum Einsatz. Mit dem Spiel am 31. Dezember 2020 spielte er 15 Mal ohne ein Tor erzielen zu können.
Im Juli 2025 wechselte Zubimendi zum FC Arsenal in die Premier League.

### Nationalmannschaft
Zubimendi spielte bislang für die U17-, U19- und die U21-Nationalmannschaft des RFEF.
Am 8. Juni 2021 debütierte er in einem Testspiel gegen Litauen für die A-Nationalmannschaft, da aufgrund einiger SARS-CoV-2-Infektionen im Stammteam eine B-Mannschaft auflaufen musste, die sich aus den U21-Spielern der zuvor beendeten U21-EM zusammensetzte.
Ende Juni 2021 wurde Zubimendi mit einer P-Akkreditierung in den Kader der spanischen Olympiaauswahl für das Fußballturnier der Olympischen Sommerspiele 2021 berufen. Im finalen Turnier war er Stammspieler und gewann, aufgrund der Finalniederlage gegen Brasilien, die Silbermedaille.
Zubimendi war im Sommer 2023 Teil des Kaders für die Finalspiele der UEFA Nations League, kam bei den beiden Siegen gegen Italien und Kroatien jedoch zu keinem Einsatz. In der Qualifikation zur EM 2024 spielte er drei Partien und stand schließlich auch im Kader zur Endrunde in Deutschland.

## Titel
Nationalmannschaft
- Europameister: 2024
- Olympische Silbermedaille: 2020

Verein
- Spanischer Pokalsieger: 2020